# Cessna 400
Cessna 400 Corvalis TT — лёгкий самолёт, разработанный компанией Lancair International под руководством Мартина Холльманна (англ. Martin Hollmann). Позднее был сертифицирован к производству под названием Colombia 400 компании Colombia Aircraft. После покупки Colombia Aircraft компанией Cessna в 2007 году, дизайн самолёта был полностью сохранён в соответствии с оригинальной разработкой. В марте 2011 была анонсирована, а в марте 2013 совершила первый полёт обновлённая модель получившая название Cessna TTx Model T240, была обновлена авионика и интерьер. 
Производство Cessna TTx Model T240 было прекращено в феврале 2018 из-за слишком низких продаж. В 2017 году было продано всего 23 самолёта, главный конкурент Cirrus SR22 был продан в количестве 309 штук в том же году.
Cessna TTx Model T240 являлся одним из самых высокоскоростных поршневых одномоторных самолётов в мире.

## Технические Характеристики
- Пилотов 1;
- Максимальная крейсерская скорость - 435 км / ч;
- Высота полёта - 7,620 м;
- Длина разбега - 579 м;
- Длина пробега - 792 м;
- Скороподъёмность на уровне моря - 7,1 м/с;
- Дальность полёта - 2,315 км;
- Максимальный вес - 1,633 кг;
- Взлётный вес - 1,633 кг;
- Посадочный вес - 1,551 кг;
- Вес без топлива - 1,497 кг;
- Вместимость топлива - 278 кг;
- Вместимость груза - 329 кг;
- Высота 2.74 м;
- Длина 7.72 м;
- Размах крыла 10.91 м;
- Стандартная вместимость 4 человека;
- Производитель двигателей: Teledyne Continental;
- Модель TSIO-550-C (1);
- Мощность 310 л.с.;
- Время наработки на ремонт 2000 ч

## Цена
- Базовая Цена (Base Price): $688 200